# Dominik Brosick
Dominik Brosick (* 26. März 1873 in Wien; † 1935 in Jablonec nad Nisou (deutsch Gablonz an der Neiße), Tschechoslowakei) war ein österreichischer Maler und Lehrer.

## Leben
Dominik Brosick widmete sich insbesondere der Freskenmalerei. Er war u. a. an der Ausgestaltung der Wallfahrtskirche Mariä Heimsuchung in Haindorf, von Schloss Konopiště und weiterer Kirchen in der Umgebung von Gablonz beteiligt. Später wandte er sich der Ölmalerei zu. Ab 1908 unterrichtete er figuratives Modellieren und Zeichnen an der 1880 gegründeten Kunstgewerbeschule in Gablonz, Horní náměstí 800/1. 
Brosick war Mitglied des Schlaraffia-Vereins Gablonz, deren Sitz, die sogenannte Neisseburg, 1910 errichtet und von ihm mit Wandgemälden geschmückt worden war.
Im Ersten Weltkrieg diente er in der Gemeinsamen Armee und geriet in Kriegsgefangenschaft in Sibirien und im Fernen Osten. 
Dieses Schicksal teilten mit ihm weitere deutsch-tschechische Künstler als Kriegstrauma, z. B. Franz Gruss, Alfred Kunft, Artur Ressel, Hans Thuma, Ferdinand Michl (1877–1951), Hans Kleinert (1884–1972) und Raimund Mosler (1886–1959).
Dominik Brosick war Mitglied und langjähriger Vorsitzender der Künstlervereinigung Metznerbund in Gablonz und Mitarbeiter im Gewerbe- und Museumsverein. 
Im Jahr 1924 gehörte er zur Künstlergruppe Die Woge, die sich durch eine Kunstausstellung in der Kunsthalle des Metznerbundes in Reichenberg nachweisen lässt.
Neben Ölgemälden, z. B. dem Bild Zirkus am Gewerbeplatz in Gablonz von 1928, gestaltete er zahlreiche Deckenfresken in den Kirchen der Umgebung. Im Jahr 1929 schuf er das Deckengemälde der Kirche St. Peter und Paul in Tanvald. 
Er malte das Altarbild Der hl. Antonius von Padua für die 1932 erbaute Kirche des hl. Antonius in Bedřichov u Jablonce nad Nisou (Friedrichswald) im Isergebirge.
1932 malte er die Deckenfresken in der Kirche des hl. Johannes von Nepomuk in Svoboda nad Úpou (Freiheit an der Aupa). 
Er starb 1935 in Gablonz.